# Niyi Osundare
Niyi Osundare, född 1946 i Ikere-Ekiti, Ekiti, Nigeria, är en nigeriansk poet som skriver på engelska. Han debuterade med Songs of the Market Place 1983, och har mottagit många priser för sina verk, bland annat Commonwealth Poetry Prize för The Eye of the Earth 1986, och 1991 års Noma Award for Publishing in Africa för Waiting Laughters. 

## Verk
- Songs from the Marketplace (1983)
- Village Voices (1984)
- The Eye of the Earth (1986)
- Moonsongs (1988)
- Songs of the Season (1999)
- Waiting Laughters (1990)
- Selected Poems (1992)
- Midlife (1993)
- Thread in the Loom: Essays on African Literature and Culture (2002)
- The Word is an Egg (2002)
- Pages from the Book of the Sun: New and Selected Poems (2002)